# Liwermor
Liwermor (Lv, łac. livermorium) – pierwiastek chemiczny z bloku p, leżący w układzie okresowym pod polonem.
19 czerwca 2000 roku naukowcy ze Zjednoczonego Instytutu Badań Jądrowych w Dubnej (przy współpracy z naukowcami z Lawrence Livermore National Laboratory) zaobserwowali pojedynczy rozpad atomu pierwiastka 116. W 2001 udało się im otrzymać dwa kolejne atomy. Wyniki te zostały potwierdzone w 2003 w kolejnych eksperymentach. Otrzymany atom został pierwotnie zidentyfikowany jako 292Lv, co później skorygowano na 293Lv.
4820Ca + 24896Cm → 296116Lv* → 293116Lv + 3n
Odkrycie tego pierwiastka zostało uznane przez IUPAC 1 czerwca 2011.

## Rzekome odkrycie
W 1999 badacze z Lawrence Berkeley National Laboratory ogłosili odkrycie pierwiastków 116 i 118 w publikacji w czasopiśmie Physical Review Letters. Rok później ukazała się publikacja, w której autorzy opisywali niemożność powtórnego otrzymania tych pierwiastków. W lipcu 2002, po przeprowadzonym dochodzeniu, dyrektor Lawrence Berkeley National Laboratory przyznał, że rzekome odkrycie zostało sfabrykowane przez Victora Ninova, głównego autora publikacji z 1999.

## Nazwa
Do czasu ustalenia obecnej nazwy był on tymczasowo nazywany ununhexium (symbol Uuh), zgodnie z systematycznym nazewnictwem IUPAC dla transuranowców. Ze względu na położenie w układzie okresowym pod polonem bywał też nazywany eka-polonem.
1 grudnia 2011 IUPAC zaproponowała ostateczną łacińską i angielską nazwę pierwiastka 116 jako livermorium (symbol Lv), jako uhonorowanie Livermore, gdzie znajduje się Lawrence Livermore National Laboratory, w którym otrzymano szereg pierwiastków transuranowych. 30 maja 2012 IUPAC oficjalnie zatwierdziła tę nazwę. Polska nazwa pierwiastka, ustalona przez Komisję Terminologii Chemicznej PTChem, brzmi liwermor.